# بيل بيرد (ناشط حقوق الإنسان)
بيل بيرد (بالإنجليزية: Bill Baird)‏ هو ناشط حقوق الإنسان أمريكي، ولد في 20 يونيو 1930 في بروكلين في الولايات المتحدة.